# Estádio Sammy Ofer
Estádio Sammy Ofer, também conhecido como Estádio Internacional de Haifa é uma arena multiuso de 30.942 lugares localizada na cidade de Haifa, Israel. O estádio começou a ser construído no final de 2009 e foi concluído em 2014. A estrutura está atualmente em uso na maior parte para partidas de futebol e hospeda jogos do Maccabi Haifa e Hapoel Haifa FC. O estádio foi nomeado em homenagem ao magnata Sammy Ofer, que doou 20 milhões de dólares para a construção. A contribuição de Ofer cobriu 19% do custo do estádio e dar o seu nome era uma de suas condições.